# Гуззи, Клод
Клод Гуззи (фр. Claude Gouzzie; 1873, Франция — 21 сентября 1907, Денвер, Колорадо) — американский бейсболист французского происхождения, игрок второй базы. В 1903 году провёл один матч в составе клуба Главной лиги бейсбола «Сент-Луис Браунс». Первый уроженец Франции, сыгравший в чемпионате лиги.

## Биография
Клод Гуззи родился во Франции в 1873 году, точная дата его рождения неизвестна. Один из восьми детей в семье Антуана Гуззи и его супруги Розали. В середине 1870-х годов они эмигрировали в Канаду, а затем переехали в Пенсильванию и осели в Шарлерое. Там Гуззи начал играть в бейсбол за городскую команду, действуя на позиции шортстопа. В это же время он работал прессовщиком на заводе. Одним из его партнёров был Джон Тенер, будущий губернатор Пенсильвании.
Первые упоминания Гуззи в прессе появились в 1898 году, когда он выбил два хита в матче против профессиональной команды из Питтсбурга, выступавшей под названием «Пэтриотс». Весной 1903 года тренер команды Шарлероя Уильям Эккел организовал ему просмотр в клубе Американской ассоциации из Индианаполиса, но в состав он пробиться не смог. После этого Гуззи подписал контракт с независимой профессиональной командой из Найлса в Огайо. Там он заработал репутацию хорошего оборонительного игрока второй базы.
Единственный матч в Главной лиге бейсбола Гуззи сыграл 22 июля 1903 года в составе клуба «Сент-Луис Браунс». В команду его пригласили на замену уехавшему к больной жене Джесси Беркетту. В игре против «Кливленд Нэпс» он один раз вышел на биту и безошибочно отыграл в защите. Он стал первым уроженцем Франции, вышедшим на поле в Главной лиге бейсбола. После возвращения Беркетта Гуззи отправился обратно в Найлз. Сезон он завершил в составе команды «Огайо Стил Уоркс» из Янгстауна. В последующие два года он играл за ряд команд из Пенсильвании.
В конце 1906 года состояние его здоровья стало ухудшаться из-за туберкулёза. Гуззи переехал в Денвер, надеясь что смена климата пойдёт ему на пользу. Там он и скончался 21 сентября 1907 года. Похоронен Гуззи на кладбище Шарлероя в Пенсильвании.